# Choč (geomorfologický podcelek)
Choč je geomorfologický podcelek Chočských vrchů. Leží na pomezí Oravy a Liptova a dominuje mu 1611 m n. m. vysoký Velký Choč.

## Vymezení
Masiv dominantního vrchu Velký Choč zabírá západní část pohoří, severně od Ružomberka. Na severu sousedí Oravská vrchovina, východním směrem pokračují Chočské vrchy podcelkem Sielnické vrchy a na jihu je mírně zvlněná Liptovská kotlina, která je součástí rozsáhlé podtatranské kotliny . Západním směrem určuje hranici se Šípskou Fatrou (podcelkem Velké Fatry) sedlo Brestová a potoky Likavka a Jasenovský potok.

## Vrcholy
- Velký Choč (1611 m n. m.) - nejvyšší vrch pohoří
- Malý Choč (1465 m n. m.)
- Soliská (1307 m n. m.)
- Zadný Choč (1288 m n. m.)
- Predný Choč (1249 m n. m.)

## Ochrana přírody
Velká část tohoto území patří do národní přírodní rezervace Choč, plošně menší jsou přírodní rezervace Kunov, přírodní památka Lúčanské travertiny a národní přírodní památka Lúčanský vodopád . Kulturní památkou je na jižním okraji situovaný Likavský hrad.

## Doprava
Západním okrajem území vede v trase silnice I / 59 evropská cesta 77, spojující Budapešť s Krakovem .